# (2876) Aeschylus
(2876) Aeschylus (6558 P-L) – planetoida z pasa głównego asteroid okrążająca Słońce w ciągu 4,2 lat w średniej odległości 2,6 j.a. Odkryta 24 września 1960 roku.